# Saint-Maurice-des-Noues
Saint-Maurice-des-Noues é uma comuna francesa na região administrativa da Pays de la Loire, no departamento de Vendéia. Estende-se por uma área de 21,42 km². Em 2010 a comuna tinha 659 habitantes (densidade: 30,8 hab./km²).